# Wayne Carson
Wayne Carson Thompson (* 5. Mai 1942 in Denver, Colorado; † 20. Juli 2015) war ein US-amerikanischer Country-Musiker und zweifacher Grammy-Gewinner. Er war Songschreiber, Produzent sowie Studiotechniker und Multi-Instrumentalist (Schlagzeug, Piano, Gitarre und Bass). Zwei seiner bekanntesten Kompositionen sind The Letter und das zum Klassiker avancierte Always on My Mind.

## Leben

### Mitglied von Popgruppen

Eddy Arnold – Somebody Like Me

Thompson begann als Rhythmusgitarrist in der vielseitigen Popgruppe Tommy Burk & the Counts, die bei dem kleinen Plattenlabel NAT-Records einen Plattenvertrag erhielt. Ihr Repertoire bestand aus Doo Wop, Rock ’n’ Roll und Popmusik der Zeit. Ende 1962 nahmen sie in den neuen American Recording Studios von Chips Moman in Memphis (Tennessee) vermutlich den Doo-Wop-Titel You’ll Feel It Too / Counted Out (NAT #100) und die Single True Love’s Gone / Stormy Weather (NAT #101) auf, die ersten Singles im Katalog von NAT Records. Danach formierte er die Band Heat Wave, wo er Schlagzeug spielte. Leadsängerin war seine Frau Melissa Thompson. Als Nächstes arbeitete er als Autor bei Earl Barton Music Inc. in Springfield (Missouri), einem im März 1955 gegründeten und auf Countrymusik spezialisierten Musikverlag. Hier erschien ersichtlich seine erste Komposition mit Turn Around And Look Again, die Roy Clark am 3. Februar 1965 als B-Seite für seine Single So Much to Remember aufgenommen und im Oktober 1965 herausgebracht hat. Ein Jahr später kam sein Durchbruch als Autor, als am 20. April 1966 das von Chet Atkins produzierte Somebody Like Me von Eddy Arnold aufgenommen wurde, das nach Veröffentlichung im September 1966 für vier Wochen Rang eins der Country-Hitparade belegte. Arnold übernahm danach den Titel Calling Mary Names, produziert am 16. Dezember 1966.

### Kontakt zu Chips Moman

Box Tops – The Letter

Bruce Channel – Keep On

Als Thompson seine Komposition Little Noise Maker bei Chips Momans American Recording Studios im Dezember 1966 selbst aufnahm, kam er erneut in Kontakt zu diesem Produzenten. Nun sollte sich eine lang dauernde Zusammenarbeit ergeben, denn Moman stellte Thompson als Komponist bei seinen Tonstudios an. Das zahlte sich schnell aus, denn Anfang 1967 verfasste er den Titel The Letter, den die Box Tops im Juni 1967 herausbrachten und vier Millionen Mal verkauften. Es sollte umsatzmäßig seine erfolgreichste Komposition bleiben, auch wenn sie zum Blue-Eyed Soul gehörte.
Sandy Posey übernahm den Country-Pop-Titel Shattered als B-Seite von What A Woman in Love Won’t Do (aufgenommen am 11. Januar 1967), danach folgte das Pop-Duo Jon & Robin & the In Crowd, das seinen Titel Do It Again a Little Bit Slower im Mai 1967 herausbrachte und damit Rang 18 der Pop-Charts erreichte. Die Thompson-Komposition Drums folgte für das Duo im August 1967 und belegte Rang 100.
Im Oktober 1967 verfasste er für die Box Tops beide Seiten der Single Neon Rainbow / She Knows How, die unterbewertete Tanzplatte Keep On für Bruce Channel schaffte im Juni 1968 einen Rang 12 der britischen Charts. Nochmals für die Box Tops komponierte er den mittleren Hit Soul Deep (Juni 1969), für deren vierte und letzte LP Dimensions (September 1969) trug er mit dem Titel Sandman bei, und letztlich beendeten sie mit You Keep Tightening Up on Me (Februar 1970) ihre kurzlebige Karriere.

### Konzentration auf Countrysongs

Willie Nelson – Always on My Mind

Die bisherige Mischung aus Pop-, Blue-Eyed Soul- und Soulkompositionen hatte Thompson ab 1970 zu Gunsten der Kompositionen von Country-Musik aufgegeben. Brenda Lee nahm am 22. September 1971 das Original von Always on My Mind auf, das in der Kooperation von John L. Christopher Jr., Mark James und Thompson entstanden war; es belegte lediglich Rang 45 der Countrycharts. Wegen dieser mäßigen Chartpräsenz blieb der Titel zunächst relativ unbekannt. Elvis Presley griff den Song am 29. März 1972 auf und brachte ihn als B-Seite auf seiner 500.000 Mal verkauften Single Separate Ways heraus, die im November 1972 auf den Markt kam.
Erst in der Fassung von Willie Nelson erlangte der Titel internationale Bekanntheit. Die am 11. Oktober 1981 in Momans Nashville-Studios aufgenommene und vom Studioinhaber produzierte Fassung erschien im März 1982, belegte für zwei Wochen den ersten Rang der Country-Hitparade und wurde über zwei Millionen Mal verkauft. Sie wurde mit drei Grammys (darunter „Song of the Year“ für die Komponisten) ausgezeichnet. 
André Heller brachte im Juni 1983 eine deutschsprachige Version unter dem Titel Wie Mei Herzschlag heraus, die Rang zwei in Österreich belegte. Die Pet Shop Boys revitalisierten den Song im Dezember 1987 mit einer Synthie-Pop-Version, mit der sie den ersten Rang der britischen Charts und Rang 4 in den Vereinigten Staaten belegten. Weitere Coverversionen stammen von Floyd Cramer (November 1988) und den Stylistics (Juli 1991). Der Titel erhielt einen BMI-Award und wurde laut Coverinfo 94 Mal gecovert.
Weitere Country-Kompositionen folgten mit No Love at All (komponiert mit Johnny Christopher) für Lynn Anderson (August 1970; Rang 15 der Country-Charts), oder (Don’t Let the Sun Set on You In) Tulsa für Waylon Jennings (Oktober 1970). Es folgten für Gary Stewart Drinkin’ Thing (Juli 1974; Rang 10) und She’s Actin’ Single (I’m Drinkin’ Doubles) (März 1975; Rang 1), Slide Off Of Your Satin Sheets (komponiert zusammen mit Donn Tankersley) für Johnny Paycheck (Februar 1977; Rang 7), während Conway Twitty den Titel The Clown (zusammen mit Brenda Kay Barnett/Charles Romaine Chalmers/Sandra I. Rhodes verfasst) im Februar 1982 (Rang 1) übernahm.

## Statistik und Auszeichnungen
Wayne Carson Thompson hat BMI zufolge über 1400 Titel urheberrechtlich schützen lassen, darunter 11 mit einem BMI-Award ausgezeichnete Kompositionen, und gehört damit zu den bedeutenden Komponisten. Always on my Mind wurde bei den Grammy Awards 1983 in den Kategorien „Song des Jahres“ und „Bester Countrysong“ ausgezeichnet. Die Country Music Association (CMA) zeichnete ihn 1982 und 1983 als „Song des Jahres“ aus. Die Nashville Songwriters Association International (NSAI) zeichnete ihn 1982 als „Song des Jahres“ und die Academy of Country Music als „Single of the Year“ aus. Im Jahr 1997 wurde er in die Nashville Songwriters Hall of Fame aufgenommen.

## Liste weiterer Kompositionen
- Who’s Julie – Mel Tillis
- Whiskey Trip – Gary Stewart
- No Love at All – B. J. Thomas
- Barstool Mountain – Moe Bandy
- Carryin’ On – Tina Turner
- That’s the Only Way to Say Good Morning – Ray Price
- A Horse Called Music – Willie Nelson, Randy Travis
- Dog Day Afternoon – Shelby Lynne
- I See The Want-To in Your Eyes – Conway Twitty
- Something’s Wrong in California – Waylon Jennings